# Amstelveen College
Het Amstelveen College is een openbare scholengemeenschap voor gymnasium, atheneum, havo en vmbo-t in Amstelveen.

## Algemeen
Het motto van de school is: "Haal het beste uit jezelf en uit elkaar". De school is openbaar, maar niet iedereen wordt toegelaten. De inschrijving verloopt volgens de Kernprocedure Amstelland.
De school was gevestigd op twee locaties, de havo/vwo-tak aan de Startbaan en de vmbo-t tak aan het Tulpenburg. In september 2013 heeft de school een nieuw gebouw aan de Sportlaan in gebruik genomen. Hierin is zowel de havo/vwo- als de vmbo-t tak gehuisvest.
Volgens de Onderwijsinspectie in 2009 is het onderwijs aan de vmbo-t tak "onvoldoende". De havo/vwo tak scoort "gemiddeld".
De school heeft plusprofielen Sport, Natuurtalent, Project en Expressie. Het aantal leerlingen ligt iets boven de 1600. Meer dan 80% hiervan komt uit Amstelveen.
Er wordt samengewerkt met "Amstelwijs", een samenwerkingsverband van elf openbare basisscholen in Amstelveen. Samen organiseren ze een populaire Plusklas voor hoogbegaafden die naast hun hoogbegaafdheid moeilijkheden hebben en waar ook de basisschool geen raad mee weet. De kinderen uit de plusklas kunnen doorstromen naar het vwo/gymnasium en dat gebeurt ook. Deze kinderen worden bij elkaar gehouden. Daarnaast is er op het Amstelveen College instroom van andere hoogbegaafde kinderen die niet uit de plusklas kwamen.